# إنريكو إنجل
إنريكو إنجل (1 يونيو 1909 إيزولا سلوفينيا - ) هو لاعب كرة قدم إيطالي يلعب كلاعب وسط.